# Keigo Kiyoura
Keigo Kiyoura (清浦 奎吾, Kumamoto, 27 de març de 1850 - 5 de novembre de 1942) va ser un polític japonès, primer ministre del Japó el 1924.
Nascut a Kumamoto, fill d'un monjo budista. S'instal·là a Tòquio i començà a treballar per a la prefectura de Saitama.
Feu carrera com a buròcrata en diferents ministeris i organismes estatals. El 1876 fou ocupat al Ministeri de Justícia, i el 1884, fou nomenat Director General de Policia i Seguretat Pública pel ministre de l'Interior Aritomo Yamagata, i focalitzà la seva feina en la promulgació de la Llei de Preservació de la Pau. Membre poderós de la facció de Yamagata, va tenir una influència important sobre la comunitat política. El 1891 va ser elegit membre de la Cambra dels Pars per ordre directa de l'emperador.
Des de llavors, ocupà diversos càrrecs polítics: va ser ministre de Justícia durant el segon govern de Masayoshi Matsukata (1896) i el govern d'Aritomo Yamagata (1898), i més tard va ser ministre de l'Interior, de Comerç i d'Agricultura durant el govern de Tarō Katsura (1901). Elegit membre i president del Consell Privat de l'emperador el 1922, va esdevenir primer ministre del Japó el 1924. Tanmateix, va dissoldre el Parlament quan va haver d'enfrontar-se al segon Moviment de Protecció de la Constitució. Kiyoura era una persona que no tenia en compte l'opinió pública i les seves idees anaven en contra del desenvolupament polític que estava patint el Japó. El primer ministre es va veure atacat per la majoria dels partits polítics i per la premsa, i al cap de sis mesos va veure's obligat a dimitir i va ser substituït per Takaaki Katō.
Després d'aquesta episodi, Kiyoura va deixar de manera definitiva la política, tot i que va romandre com a conseller de l'emperador Hirohito fins a la seva mort el 1942.